# Trampled Under Foot
Trampled Under Foot (czasami zapisywany również jako Trampled Underfoot) - utwór angielskiego zespołu rockowego Led Zeppelin z albumu Physical Graffiti z 1975 roku. 
Powstał podczas jednej z jam session, stworzony przez trio Robert Plant, Jimmy Page i John Paul Jones. Słowa zostały zainspirowane utworem bluesowego muzyka Roberta Johnsona z roku 1936 pt. "Terraplane Blues". Terraplane to określenie na klasyczny samochód, a w utworze Zeppelinów części samochodowe zostały użyte metaforycznie dla oddania treści związanych z seksem. 
Trampled Under Foot stanowił stały fragment koncertów zespołu od roku 1975. Często wydłużany był o spore solówki gitarowe i klawiszowe, a czasami przechodził bezpośrednio w "Gallows Pole". Podobnie jak "No Quarter", ukazuje wysoki poziom klawiszowych umiejętności Jonesa, o których można się przekonać na płycie Led Zeppelin DVD.
Często grywany przez stacje radiowe, zadebiutował na miejscu 38 listy Billboard Hot 100. Był też jednym z ulubionych kawałków Planta, który śpiewał go podczas swojego solowego tournée w 1988, a także na przyjęciu z okazji 21. urodzin swojej córki Carmen, w listopadzie 1989, wraz z Jasonem Bonhamem na bębnach.
Istnieje pewne podobieństwo pomiędzy Trampled Under Foot a utworem zespołu Styx z 1979 - Renegade, a także utworem zespołu The Doobie Brothers z 1973 - Long Train Runnin.